# Tessellarctia semivaria
Tessellarctia semivaria là một loài bướm đêm thuộc phân họ Arctiinae, họ Erebidae.